# Antonow An-38
Die Antonow An-38 ist ein kleines Regional- und Mehrzwecktransportflugzeug der Ukraine aus den 1990er Jahren. Sie ist ein Schulterdecker mit Doppelleitwerk und Heckladerampe und auch für entlegenere Gebiete geeignet. Im Prinzip ist sie eine verlängerte An-28 mit neuen Triebwerken und modernisierter Elektronik.

## Entwicklung
Der erste Prototyp wurde im Mai 1991 vorgestellt war mit zwei Rybinsk-TWD-100B-Triebwerken mit 941 kW (1.279 PS) ausgerüstet. Für die Serienexemplare war eine Ausrüstung mit Motoren der Typen Gluschenkow TWD-10 oder TWD-20 vorgesehen. Geplant war auch eine als An-38K betitelte reine Frachtversion mit auf 3200 kg erhöhte Nutzlast. Schließlich aber wurde das Flugzeug den Bedingungen des westlichen Marktes angepasst und mit US-amerikanischen TPE331-Antrieben und entsprechender Avionik ausgestattet. Der Erstflug dieses als An-38-100 bezeichneten Prototyps fand am 23. Juni 1994 statt. Das erste Serienflugzeug wurde im Juni 1997 an die Vostok Airlines ausgeliefert. Es folgten noch die Varianten An-38-110 und An-38-120.
Nach dem Zusammenbruch der Sowjetunion fiel der geplante Einsatzzweck weg. Die nun marktwirtschaftlich ausgerichteten Fluggesellschaften hatten kein Interesse an kleinen Kurzstreckenflugzeugen, die nur dazu gedacht waren ohne Rücksicht auf das tatsächliche Passagieraufkommen einzelne entlegene Siedlungen zu versorgen bzw. sie an die weite Welt anzuschließen. Außerdem wurde die Ukraine als Produktionsstandort für Russland zum Ausland.

## Technische Daten

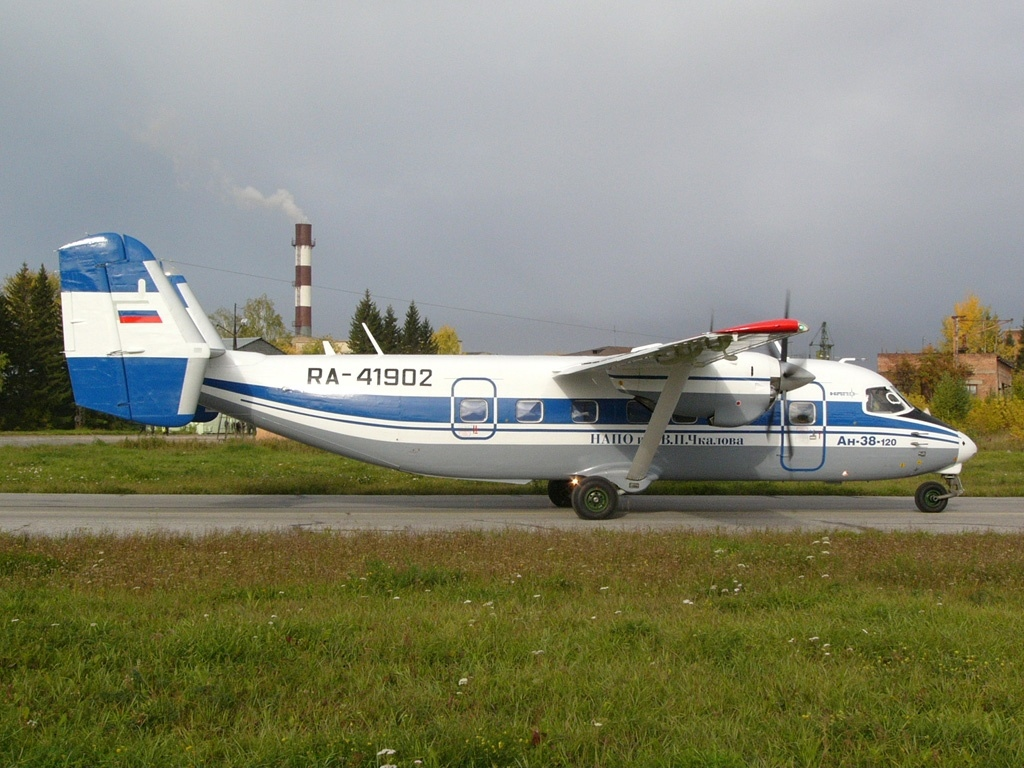
An-38-120

| Kenngröße             | Daten                                                                                                |
| --------------------- | --- |
| Besatzung             | 2 |
| Passagiere            | 26                                                                                                   |
| Länge                 | 15,67 m                                                                                              |
| Spannweite            | 22,06 m                                                                                              |
| Höhe                  | 4,30 m                                                                                               |
| Flügelfläche          | 39,72 m²                                                                                             |
| Flügelstreckung       | 12,25                                                                                                |
| Leermasse             | 5700 kg                                                                                              |
| max. Startmasse       | 8800 kg                                                                                              |
| Nutzlast              | 2500 kg                                                                                              |
| Antrieb               | zwei Allied Signal Garret-TPE331-Turbinen mit zwei Sechsblatt-Verstellluftschrauben AW-36 (ø 2,49 m) |
| Leistung              | je 1.100 kW (1.496 PS)                                                                               |
| Höchstgeschwindigkeit | 405 km/h                                                                                             |
| Reisegeschwindigkeit  | 380 km/h                                                                                             |
| Reichweite            | 600 km mit 26 Passagieren und 45 min Reserve 1450 km mit 17 Passagieren 2200 km mit 9 Passagieren    |
| Start-/Landestrecke   | 350 m / 270 m                                                                                        |